# 十二村哲
十二村 哲（とにむら てつ、1918年 - 1992年）は、北海道出身の作詞家。

## 主な楽曲
- 克美しげる「さすらい」「大阪エレジー」
- 菊地正夫「アホカイ節」
- 谷本知美「北海育ち」
- 藤島桓夫「月の法善寺横町」
- 松山恵子「待っていたのよ」「情けあるなら」「港の女と風見鳥」「おけさ悲しや」「花のいのちの」「浪曲月夜鳥」「ストトン酒場」「女の旅路」「かもめ小唄」
- 水原弘「ど根性一代」
- 若杉啓二「愛しのユリー」

| スタブアイコン | サブスタブ | この項目は、まだ閲覧者の調べものの参照としては役立たない、音楽関係者（バンド等）に関連した書きかけの項目です。この項目を加筆・訂正などしてくださる協力者を求めています（P:音楽/PJ:芸能人）。 |